# Бугайлово
Бугайлово — деревня в Можайском районе Московской области, в составе Сельского поселения Борисовское. Численность постоянного населения по Всероссийской переписи 2010 года — 4 человека, в деревне числится 1 садовое товарищество. До 2006 года Бугайлово входило в состав Борисовского сельского округа.
Деревня расположена в центральной части района, примерно в 7 км к юго-востоку от Можайска, у верховьев малой речки Песочница (левый приток реки Мжут), у границы с Наро-Фоминским районом, высота центра над уровнем моря 218 м. Ближайшие населённые пункты — Коровино на юго-запад и Пушкарка Наро-Фоминского района — на юге.